# Chronica Gallica de 452
Pour les articles homonymes, voir Chronica Gallica.
On appelle Chronica Gallica de l'année 452 une chronique historique de l'Antiquité tardive.
Elle a été éditée sous le nom de Chronica Gallica par Theodor Mommsen  avec la Chronica Gallica de 511 dans les Monumenta Germaniae Historica. Elle est parfois citée comme Chronicon imperiale, car elle indique les années des empereurs ou Chronicon Pithoeanum, du nom de son premier éditeur, Pierre Pithou en 1588. 
Il s'agit de notes destinées à compléter un calendrier calculés par l'ère du règne des empereurs d'Orient et d'Occident.
La Chronique, qui se veut une continuation de la Chronique de Jérôme, débute en 379 et se termine avec l'arrivée d'Attila et des Huns en Italie en 452. L'information concerne essentiellement la Gaule et la partie occidentale de l'Empire. Malgré son nom la date de 452 n'est pas nécessairement la date de rédaction - qui est inconnue - mais seulement la date de rédaction la plus ancienne possible. Son auteur est inconnu, on pense qu'elle fut composée dans la région de Marseille par un clerc attaché à la secte des semi-pélagiens.